# ピアゴ ラ フーズコア神野店
ピアゴ ラ フーズコア神野店（ピアゴ ラ フーズコアじんのてん）は愛知県名古屋市熱田区神野町にあるユニー株式会社が運営する小型スーパーマーケットである。

## 概要
2002年（平成14年）8月にユニーが新業態の都市型小型食品スーパーマーケットの展開を発表。翌年2月にラ フーズコアの1号店として開店したのが同店である。ラ フーズコアとは、英語の「foods（食べ物）」「core（中心）」の2語を足した上で、前に強意の声語「La」を加えた造語となっている。
他のピアゴ店と比較し、ほぼ同等の商品構成であるが差別化を意図し、高価格帯のブランド商品の品揃えを充実させている。また、こだわり商品の品数も増やすなどし、このクラスの店舗内容としては若干高級志向に振っている。
ラ フーズコア神野店として営業を続けていたが、2009年（平成21年）2月にユニーの店舗ブランド見直し策により、冒頭に「ピアゴ」を付与し、地域密着型の品揃えとサービスを謳う他のピアゴ店舗との統一を図った。